# Ylena In-Albon
Ylena In-Albon (Visp, 6 maart 1999) is een tennisspeelster uit Zwitserland. In-Albon begon met tennis toen zij zes jaar oud was. Haar favoriete ondergrond is gravel. Zij speelt rechtshandig en heeft een tweehandige backhand. Zij is actief in het internationale tennis sinds 2013.

## Loopbaan

### Enkelspel
In-Albon debuteerde in 2013 op het ITF-toernooi van Turijn (Italië). Zij stond in 2016 voor het eerst in een finale, op het ITF-toernooi van Pula (Italië) – hier veroverde zij haar eerste titel, door de Italiaanse Alice Balducci te verslaan. Tot op heden(december 2024) won zij twaalf ITF-titels, de meest recente in 2022 in Santa Margherita di Pula (Italië).
In 2019 speelde In-Albon voor het eerst op een WTA-hoofdtoernooi, op het toernooi van Lugano. In februari 2022 kwam zij binnen op de top 150 van de wereldranglijst.
In-Albon stond in 2024 voor het eerst in een WTA-finale, op het WTA 125-toernooi van Florianópolis – zij verloor van de Poolse Maja Chwalińska.

### Dubbelspel
In-Albon is in het dubbelspel minder actief dan in het enkelspel. Zij debuteerde in 2013 op het ITF-toernooi van Dubrovnik (Kroatië), samen met landgenote Luna Milovanović. Zij stond in 2016 voor het eerst in een finale, op het ITF-toernooi van Pula (Italië), samen met de Italiaanse Giorgia Marchetti – zij verloren van het Italiaanse duo Federica Bilardo en Tatiana Pieri. Een week later veroverde In-Albon haar eerste titel, op datzelfde ITF-toernooi van Pula, weer samen met Marchetti, door het duo Lisa Ponomar en Michele Alexandra Zmău te verslaan. Tot op heden(december 2024) won zij tien ITF-titels, de meest recente in 2024 in Sevilla (Spanje).
In 2017 speelde In-Albon voor het eerst op een WTA-hoofdtoernooi, op het toernooi van Biel, samen met landgenote Leonie Küng. Haar beste resultaat op de WTA-toernooien is het bereiken van de halve finale op het toernooi van Lugano 2019, samen met landgenote Timea Bacsinszky.

### Tennis in teamverband
In 2019 maakte In-Albon deel uit van het Zwitserse Fed Cup-team.

## Posities op deWTA-ranglijst
Positie per einde seizoen:
| jaar | rang enkelspel | rang dubbelspel |
| ---- | -------------- | --------------- |
| 2015 | 1199           | –               |
| 2016 | 667            | 831             |
| 2017 | 683            | 622             |
| 2018 | 235            | 582             |
| 2019 | 318            | 235             |
| 2020 | 428            | 245             |
| 2021 | 166            | 354             |
| 2022 | 152            | 478             |
| 2023 | 202            | 362             |

## Palmares
| Legenda                 |
| ----------------------- |
| Grandslamtoernooi       |
| Olympische Spelen       |
| Year-End Championships  |
| Premier Mandatory       |
| Premier Five / WTA 1000 |
| Premier / WTA 500       |
| International / WTA 250 |
| Challenger / WTA 125    |

### WTA-finaleplaatsen enkelspel
| nr.              | finale     | toernooi          | ondergrond | tegenstandster  | score    |         |
| ---------------- | ---------- | ----------------- | ---------- | --------------- | -------- | ------- |
| gewonnen finales |            |                   |            |                 |          |         |
| geen             |            |                   |            |                 |          |         |
| verloren finales |            |                   |            |                 |          |         |
| 1.               | 2024-12-08 | WTA Florianópolis | gravel     | Maja Chwalińska | 1-6, 2-6 | details |

### Gewonnen ITF-toernooien enkelspel
| nr. | finale     | toernooi       | dotatie  | ondergrond    | tegenstandster in finale  | score         |
| --- | ---------- | -------------- | -------- | ------------- | ------------------------- | ------------- |
| 01. | 2016-09-25 | Pula           | $ 10.000 | gravel        | Alice Balducci            | 7-5, 6-2      |
| 02. | 2018-03-03 | Palmanova      | $ 15.000 | gravel        | Isabella Shinikova        | 6-1, 7-5      |
| 03. | 2018-03-25 | Iraklion       | $ 15.000 | gravel        | Anna Bondár               | 4-6, 7-6, 6-1 |
| 04. | 2018-05-27 | Oeiras         | $ 15.000 | gravel        | Tamaryn Hendler           | 7-5, opg.     |
| 05. | 2018-07-15 | Setúbal        | $ 25.000 | hardcourt     | Dea Herdželaš             | 7-5, 6-2      |
| 06. | 2019-02-24 | Kioto          | $ 60.000 | hardcourt (i) | Zhang Kailin              | 6-2, 6-3      |
| 07. | 2021-05-30 | Antalya        | $ 15.000 | gravel        | Luisa Meyer auf der Heide | 6-3, 6-2      |
| 08. | 2021-06-27 | Klosters       | $ 25.000 | gravel        | Andreea Prisăcariu        | 6-3, 6-2      |
| 09. | 2021-07-25 | Les Contamines | $ 25.000 | hardcourt     | Jodie Burrage             | 4-6, 7-5, 7-5 |
| 10. | 2021-08-29 | Verbier        | $ 25.000 | gravel        | Erika Andrejeva           | 6-1, 6-4      |
| 11. | 2022-05-15 | Saint-Gaudens  | $ 60.000 | gravel        | Carolina Alves            | 4-6, 6-4, 6-3 |
| 12. | 2022-10-02 | Pula           | $ 25.000 | gravel        | Noma Noha Akugue          | 6-3, 6-2      |